# Koupaliště Konopáč
Koupaliště Konopáč je tvořeno rybníkem o výměře vodní plochy 0,6 ha se zpevněnými hrázemi a travnatou pláží po celém obvodu. Dominantou vodní plochy je 42 m dlouhý tobogán s vodotryskem. Dno koupaliště je zčásti písčité, zčásti zděné. Přístup do vody je po schodech či brouzdalištěm, vyhrazeným pro nejmenší a neplavce. Koupaliště se nalézá v areálu autokempinku ve vesnici Konopáč, místní části města Heřmanův Městec  v okrese Chrudim. Koupaliště je v provozu během letní sezony.

## Historie
Koupaliště s ostrůvkem uprostřed bylo vybudováno v roce 1935 na místě původního rybníka Konopáč. V okolí vznikl později autokemp.

## Galerie

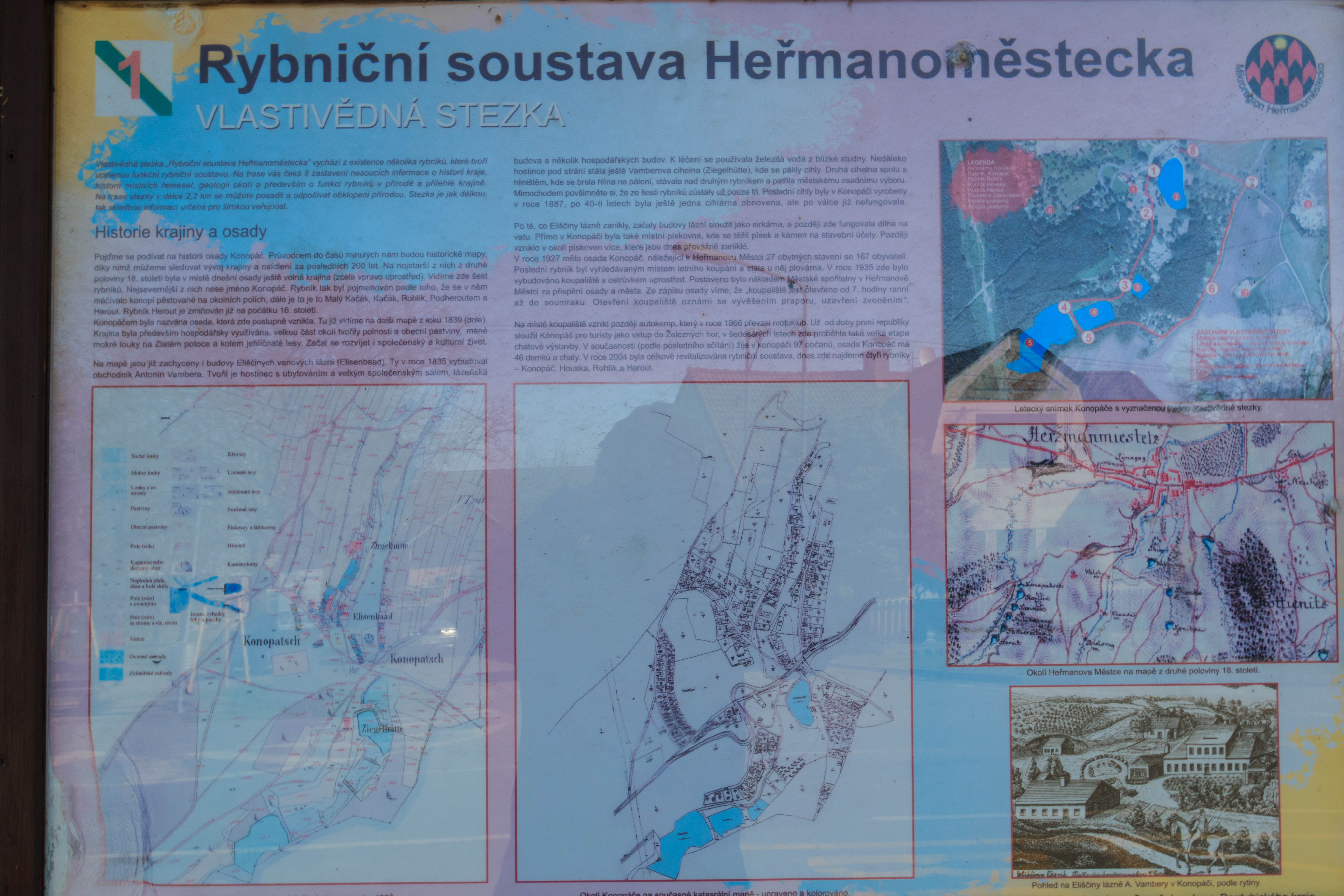
Koupaliště v Konopáči - infotabule
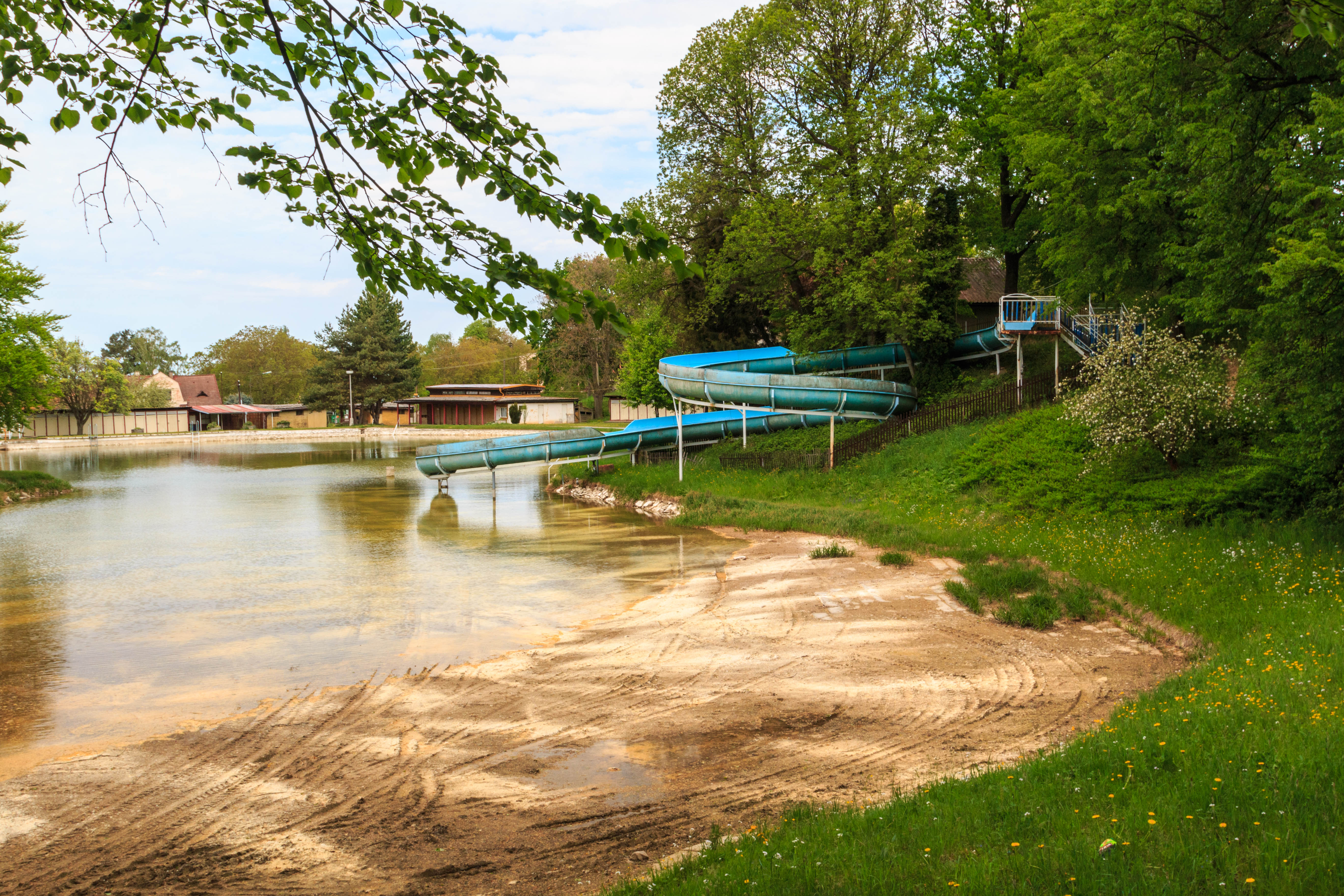
Koupaliště v Konopáči